# Eugnamptobius morimotoi
Eugnamptobius morimotoi is een keversoort uit de familie Rhynchitidae. De wetenschappelijke naam van de soort is voor het eerst geldig gepubliceerd in 1963 door Nakane.